# Shinsengumi

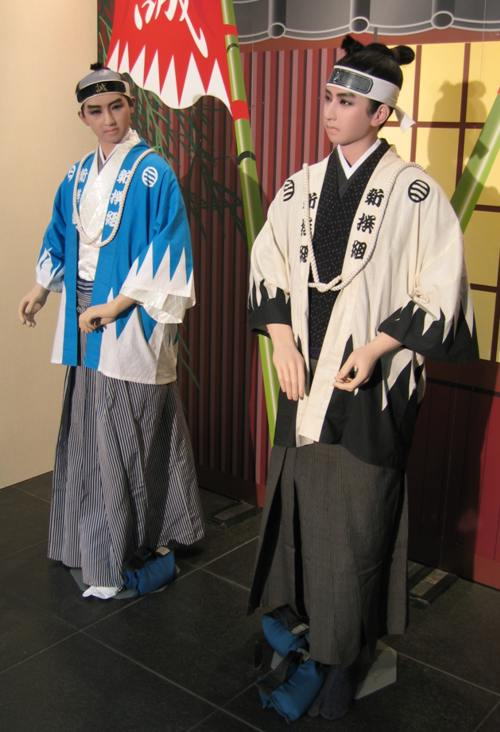
Mannekänger iklädda uniformer för Shinsengumi.

Shinsengumi (jap. "nya tillförordnade styrkan") var en grupp samurajer som agerade polisstyrka i Kyoto mot slutet av Tokugawa-eran (1853–1867). Kallade Mibu no ôkami (Vargarna från Mibu) av lokalbefolkningen skapade de sig ett rykte som sanna upprätthållare av Tokugawa bakufu. Shinsengumi är kanske mest kända för Ikedaya-incidenten; ett tillslag mot en grupp rebeller som planerade att sätta eld på Kyoto och kidnappa kejsaren 1864.
Gruppen levde efter strikta förhållningsregler och brott mot dessa kunde innebära att man var tvungen att begå rituellt självmord. Som symbol hade de skrifttecknet "Makoto" (jap. "uppriktighet / ärlighet").
Shinsengumi var in i det sista lojala mot Tokugawa. När Tokugawa besegrades av Meiji-regeringen drevs de ut ur Kyoto och ledaren Isami Kondō tillfångatogs och avrättades.